# De ontvoering (Jerom)
De ontvoering is een  stripverhaal uit de reeks van Jerom. Het verscheen in 1974.

## Locaties
- Ardennen, winkel, hoeve, Morotariburcht

## Personages
- Jerom, Odilon, professor Barabas, tante Sidonia, president Arthur en andere leden van Morotari, winkelier, Placitus en zijn kale mannen, professor Hernandus

## Het verhaal
Jerom en Odilon gaan op vakantie naar de Ardennen. 's Nachts is Odilon getuige van een geheimzinnige dropping. Jerom gelooft hem niet en ze gaan boodschappen doen in het dorp. Dan leest Odilon een artikel in de krant over een ontvoering van de bekende professor Hernandus door kale mannen. De mannen die hij zag tijdens de dropping waren ook allen kaal. Als ze terugkomen bij hun tent, worden ze opgewacht door een man die zegt dat ze niet welkom zijn. Jerom gooit hem in het water en dan blijkt hij een pruik te dragen. Als ze de volgende nacht een vliegtuig horen, besluit Jerom toch op onderzoek uit te gaan en ze vertrekken op de motor. Er wordt een man aan een parachute uit het vliegtuig gelaten en Jerom probeert de man te pakken te krijgen, maar dit mislukt. De kale mannen overleggen en bekijken de kist die daarvoor gedropt is. Jerom en Odilon vinden nog wel enkele schema's en maken hier foto's van. Deze worden gedeeld met Morotari. Professor Barabas zal proberen uit te vinden wat er op de schema's staat.
Als Jerom en Odilon bij hun tent komen, worden ze opnieuw opgewacht door kale mannen. Jerom laat het schema zien en de mannen krijgen het te pakken. Ze weten niet dat Odilon intussen een zender aan hun auto heeft bevestigd. De kale mannen gaan naar hun hoeve en de bouw van het apparaat begint. Professor Hernandus zit in de kelder opgesloten en de mannen willen van hem de formule voor vaste brandstof. De professor weigert, maar wordt dan op een apparaat geplaatst waarmee de kennis uit de menselijke geest gepompt kan worden. Professor Barabas neemt contact op met Jerom en Odilon en waarschuwt dat de professor in groot gevaar is als hij in de hoeve wordt vastgehouden. Hierna bestormen Jerom en Odilon de hoeve en achtervolgen een van de mannen die in een vliegtuig probeert te ontkomen. Ze redden de man voor een val in hoogspanningskabels en kunnen hem oppakken.
Professor Barabas en tante Sidonia zijn ook bij de hoeve aangekomen en bevrijden professor Hernandus. De man die gered is door Jerom en Odilon, vertelt dat hij Placitus heet en elektronica studeerde. Hij vond het toestel uit om menselijke kennis af te tappen en hoorde dat professor Hernandus een vaste brandstof voor raketten had uitgevonden. Hij wilde de formule met behulp van zijn uitvinding bemachtigen en verkopen aan de hoogste bieder. Hij vraagt vergiffenis en de raad van Morotari beslist dat Placitus kan blijven en zich met zijn kennis nuttig kan maken. Professor Barabas en Placitus werken samen aan het toestel en maken een testapparaat voor het menselijk vernuft. Odilon wil testen hoe het met zijn vernuft staat en professor Barabas haalt de hendel over, waarna in beeld komt te staan: even een paar jaren geduld.